# Sim Farm
Sim Farm ist eine Wirtschaftssimulation des Unternehmens Maxis, welche den Aufbau und die Verwaltung eines landwirtschaftlichen Betriebes nachbildet. Es gehört zur Sim-Reihe, die vornehmlich durch die SimCity-Spiele sehr bekannt geworden ist. Es wurde 1993 für MS-DOS und Windows und 1994 für Mac OS veröffentlicht. Die Designer waren Eric Albers und Michael Perry.

## Spielprinzip und -aufbau

### Spielziel
Ziel des Spiels ist es, eine eigene Farm aufzubauen, zu erweitern und damit Geld zu verdienen. Man startet mit einer Farm, die auf 3×3 Parzellen errichtet wurde. Außer dem Startkapital von 40.000 $ und dem Hauptgebäude besitzt man nichts weiter. Während des Spiels kann man das eigene Grundstück durch Ankauf weiterer Parzellen erweitern und so weitere Felder anpflanzen und weitere Tiere züchten. Steigt das Eigenkapital im Spiel verwandelt sich das Hofgebäude Stück für Stück in eine Villa mit Pool und Hängematten.

### Grundsätzliches Vorgehen
Da es in Sim Farm hauptsächlich zwei Varianten gibt, Geld zu verdienen, sollte man sich zu Beginn auf eine der beiden Varianten konzentrieren. Da man mit dem Ackerbau schneller Gewinne erwirtschaftet, ist dieser der Viehzucht vorzuziehen. Also fängt man an, den bestehenden Raum möglichst optimal mit Feldern, Scheunen, Wegen und Silos zu bebauen. Zusätzlich beschafft man sich noch mehrere Traktoren, Mähdrescher, LKWs und Geräte sowie die Saatgüter und Dünger etc. Ein Mähdrescher ist nicht für jede Feldfrucht erforderlich, daher kann man ihn unter Umständen weglassen. Ist dies alles angelegt, ist es von den Witterungs- und Bodenverhältnissen der Karte abhängig, ob man noch ein Bewässerungs- oder Entwässerungssystem anlegt oder Bäume als Winderosionsschutz pflanzt.

### Land
Basis allen Wirtschaftens in Sim Farm ist das Land. Hierauf werden alle Gebäude, Felder und sonstige Anlagen errichtet. Das Land ist in kleine quadratische Parzellen (bestehend aus 3×3 kleineren quadratischen Feldern) eingeteilt. Zu Beginn hat der angehende Landwirt ein Areal von 4×4 Parzellen zur Verfügung, um die ersten Schritte zu tun.

### Stadt
Der Landwirt ist auf einer Sim-Farm-Karte nicht allein, sondern er teilt sich den Raum mit einer, von Jahr zu Jahr um eine Parzelle wachsenden, Stadt. Bei jeder Erweiterung der Stadt kann der Spieler entscheiden, was in dem neuen Stadtteil errichtet werden soll. Er hat dabei die Wahl zwischen Flugplatz, Wohngebiet, Vergnügungspark, Handels- und Industriegebiet.
Von den Gebäuden der Stadt hat man keinen praktischen Nutzen, außer vom Flugplatz. Von diesem aus kann man mit einem gekauften Flugzeug in kurzer Zeit große Flächen mit Pestiziden, Herbiziden oder Fungiziden versorgen (nur nicht mit Dünger). Dies spart bei großen Bauernhöfen sehr viel Zeit und Geld, da eine Ladung für das Flugzeug weniger kostet, als die entsprechende Anzahl an Fässern, die zum Besprühen der Felder erforderlich wären.
Zusätzlich fungiert die Stadt noch als Markt für die landwirtschaftlichen Produkte.

### Gebäude/feste Einrichtungen
- Hof/Hauptgebäude
- Scheune (groß/klein)
- Stall (groß/klein)
- Silo (groß/klein)
- Feld & Weg (asphaltierter Weg, oder eventuell auch der ein oder andere Feldweg)
- Windmühle & Pumpe
- Wassergraben & Ventil
- Wassertrog & Futterballen
- Zaun & Tore

### Maschinen und Fahrzeuge
- Traktoren

Der Traktor zieht die Geräte zum Feld, um dort die gewünschte Arbeit zu verrichten.
- Mähdrescher

Der Mähdrescher erntet die Früchte von den Feldern ab und verlädt diese auf den LKW.
- LKW

Der Lastkraftwagen transportiert die Ernte vom Feld ins Silo zur Lagerung und von dort in die Stadt zum Markt. Ist kein Silo vorhanden, transportiert er direkt zum Verkauf in die Stadt.
- Pflug

Der Pflug wird benötigt, um den Mutterboden vor der Einsaat umzuschichten, damit die Frucht nicht in die vormals verbrauchte Schicht gebracht wird.
- Drillmaschine

Mit Hilfe dieser Maschine wird die Saat in den Boden gebracht.
- Spritze

Düngemittel, Fungizide, Herbizide und Pestizide werden von der Spritze auf die Felder verteilt.
- Flugzeug

Das Flugzeug ist eine Alternative zur Spritze, jedoch ist ein Flughafen in der Stadt erforderlich, damit es starten und landen kann. Der Einsatz lohnt sich nur bei großer Anzahl Felder.

### Ackerbau
Ackerbau ist bei Sim Farm die ertragreichste Art, Geld zu verdienen. Dazu kann man auf den Feldern verschiedene Feldfrüchte anbauen und nach der Ernte verkaufen. Dabei gibt es grundsätzlich zwei Arten von Pflanzen. Die eine Art muss man nur einmal pflanzen und man kann sie auf Jahre hinaus immer wieder ernten, die andere muss jedes Jahr neu eingesät werden.
Zur ersten Variante gehören unter anderem Orangen, Wein und Äpfel. Zur zweiten Variante gehören zum Beispiel Erdbeeren, Weizen, Mais und Erdnüsse.

### Viehzucht
Viehzucht ist die zweite Variante Geld zu erwirtschaften, jedoch dauert es hier mitunter sehr lange, bis man das erste Mal einen Gewinn erzielen kann, durch den Verkauf gezüchteter Tiere. Zur Auswahl stehen hier Pferde, Kühe, Schweine und Schafe.